# Abiskojaure
Abiskojaure (Nordsamisch Ábeskojávri) ist ein See im schwedischen Nationalpark Abisko. Der Bergsee gehört zum hydrologischen Oberlauf des Torne älv, liegt 488 Meter über dem Meeresspiegel und hat eine Fläche von 279 Hektar. Die maximale Tiefe des Sees beträgt 35 Meter. Der Kungsleden, einer der bedeutendsten schwedischen Fernwanderwege, führt am  Abiskojaure vorbei.
Zu den am Abiskojaure vorkommenden Vögeln gehören die Samtente (Melanitta fusca), die Trauerente (Melanitta nigra), die Eisente (Clangula hyemalis), der Prachttaucher (Gavia arctica) sowie verschiedene Watvögel (Charidrii).
Am See lebt der Elch (Alces alces).
Am Südufer des Sees liegt die gleichnamige Wanderhütte der Svenska Turistföreningen.